# 五泉市

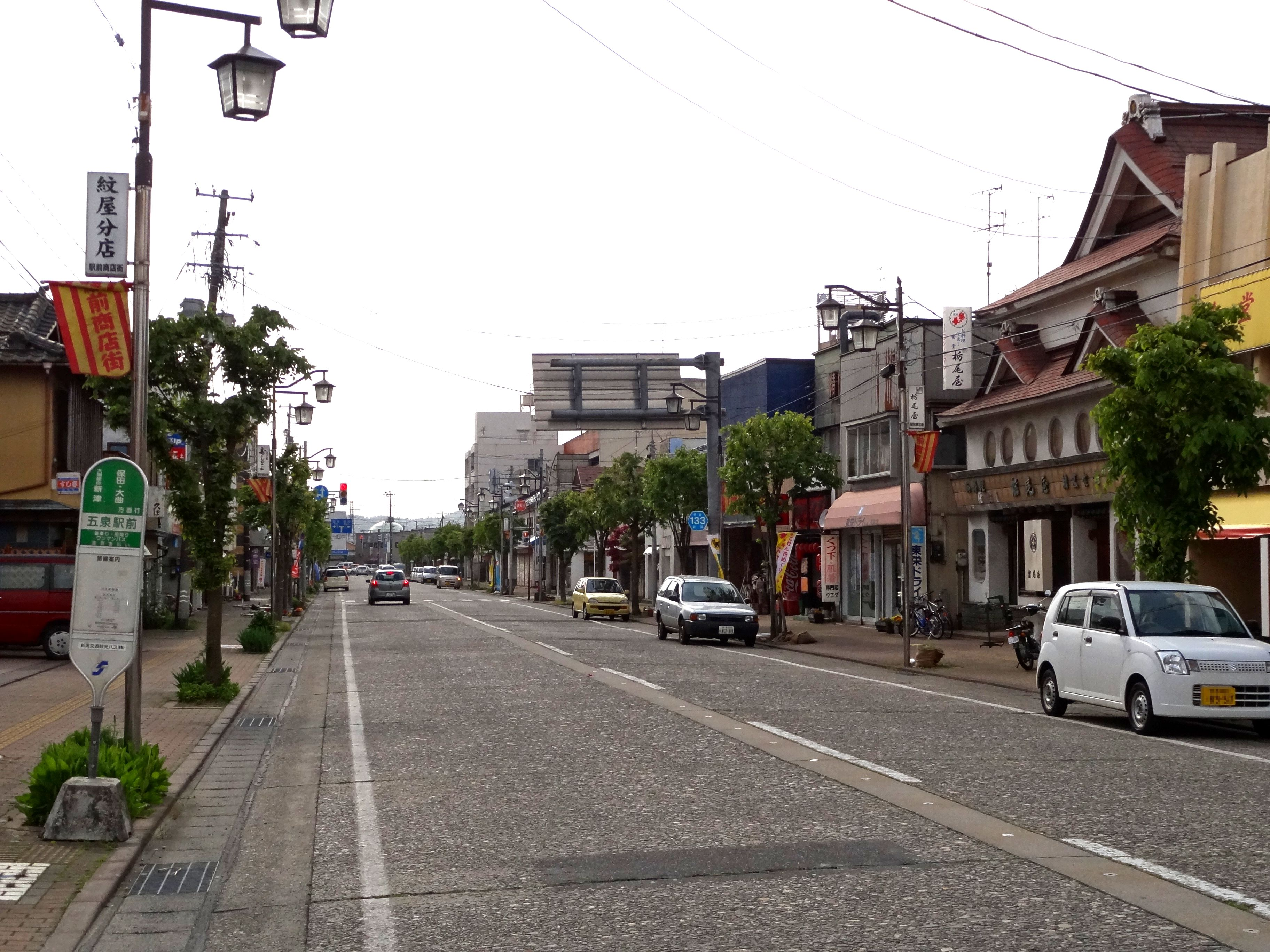
五泉駅前

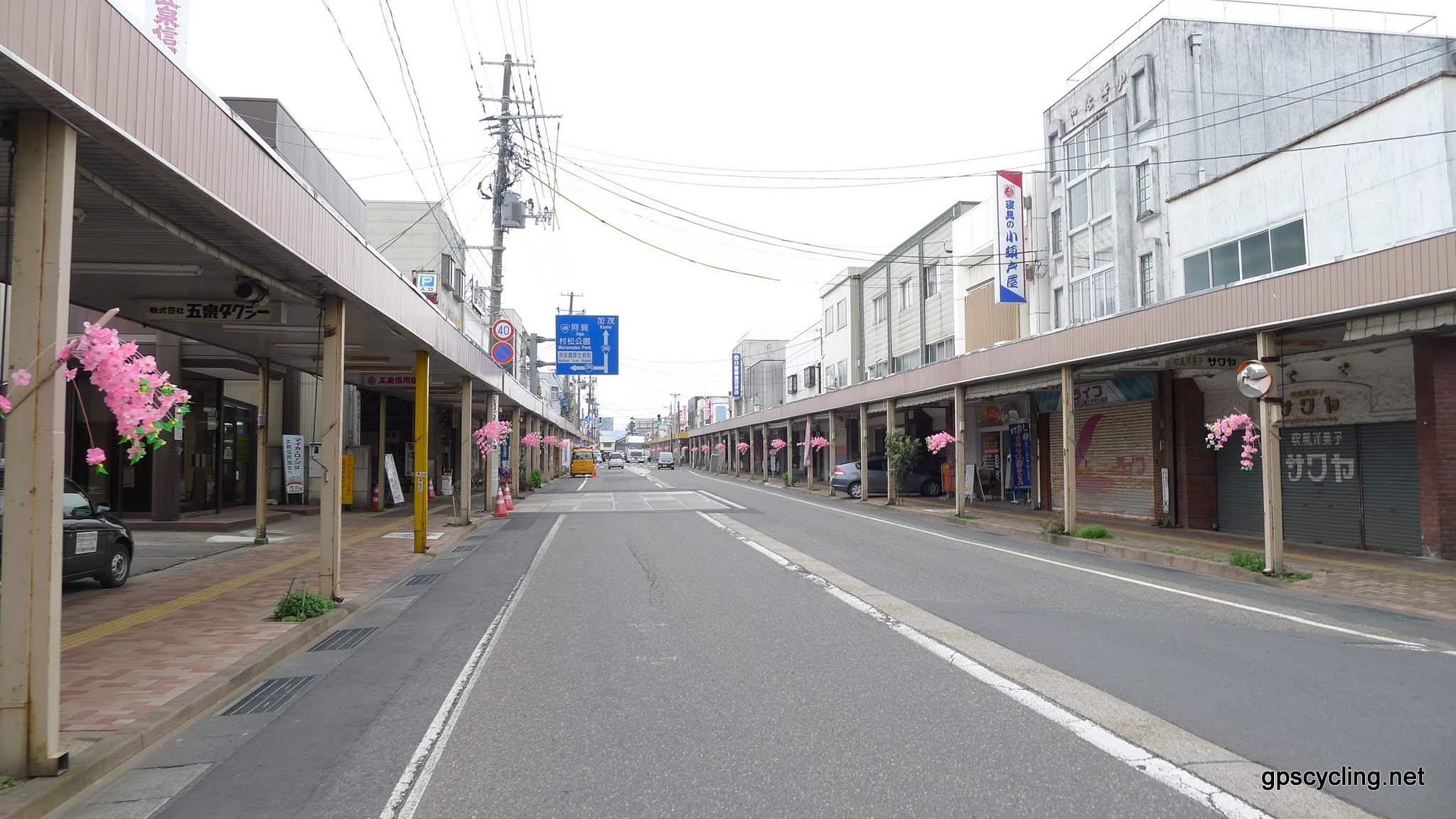
村松市街

五泉市（ごせんし）は、新潟県の下越地方にある市。新潟広域都市圏（新潟都市圏）の構成市町村である。新潟市への通勤率は22.5%（平成22年国勢調査）。
越後平野の東にあり、阿賀野川と早出川が市内を流れる。ぼたん栽培が盛んで、苗木で全国1位、切花が全国2位の生産量を誇る。また、ニット製品の全国的な生産地である。
市域には南北に五泉、村松（旧村松町の中心部）の2つの市街地がある。

## 地理
- 山：矢筈岳、菅名岳、大蔵山、護摩堂山
- 河川：阿賀野川、早出川

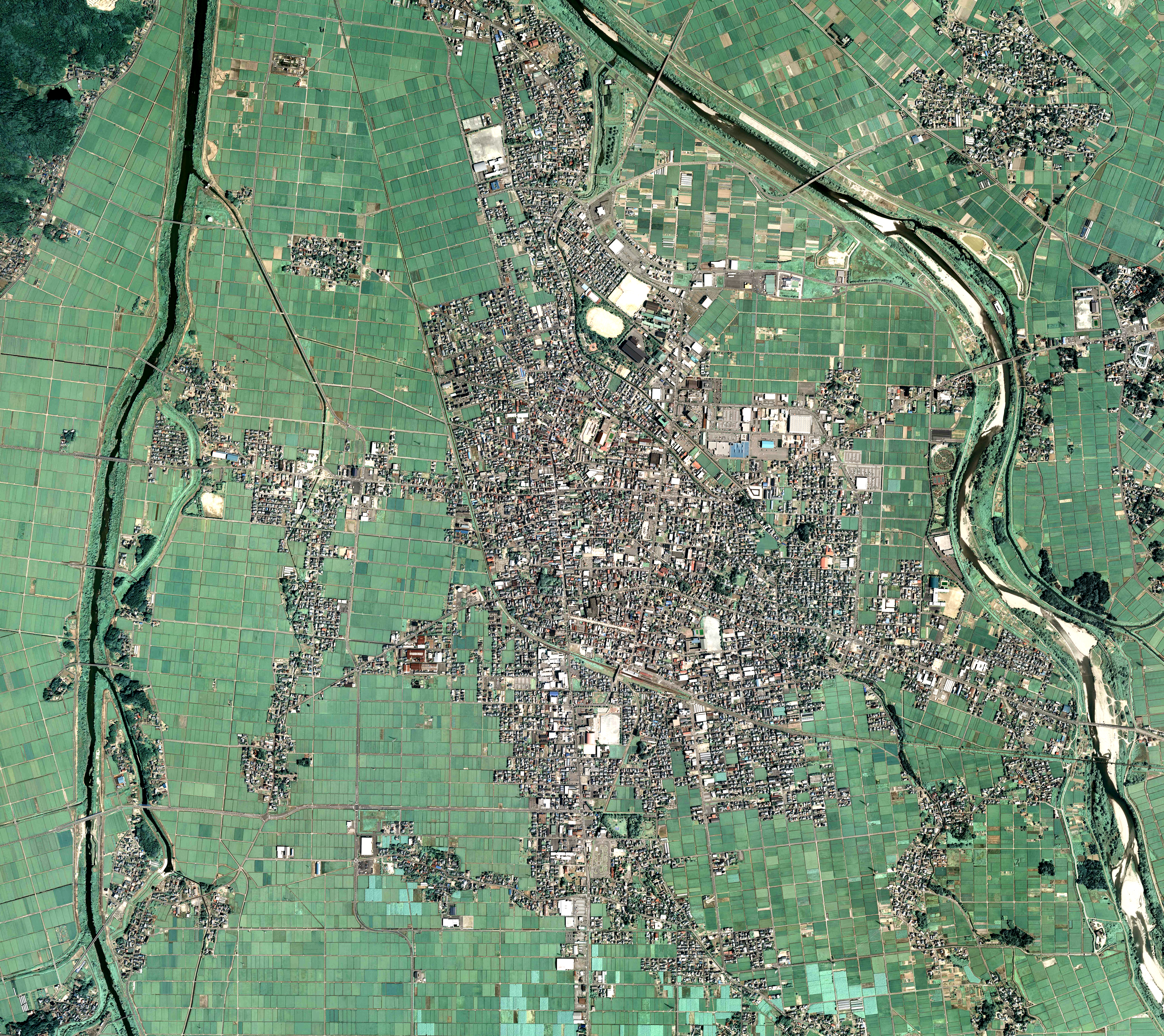
五泉市中心部周辺の空中写真。
2013年8月14撮影の18枚を合成作成。。

菅名岳・大蔵山には吉清水、どっぱら清水という湧水がある。また市内の水道は地下水を利用している。

### 隣接している自治体・行政区
- 新潟市（秋葉区）
- 阿賀野市
- 三条市
- 加茂市
- 東蒲原郡阿賀町
- 南蒲原郡田上町

## 歴史

五泉市および隣接する阿賀町における平成の大合併の地図。

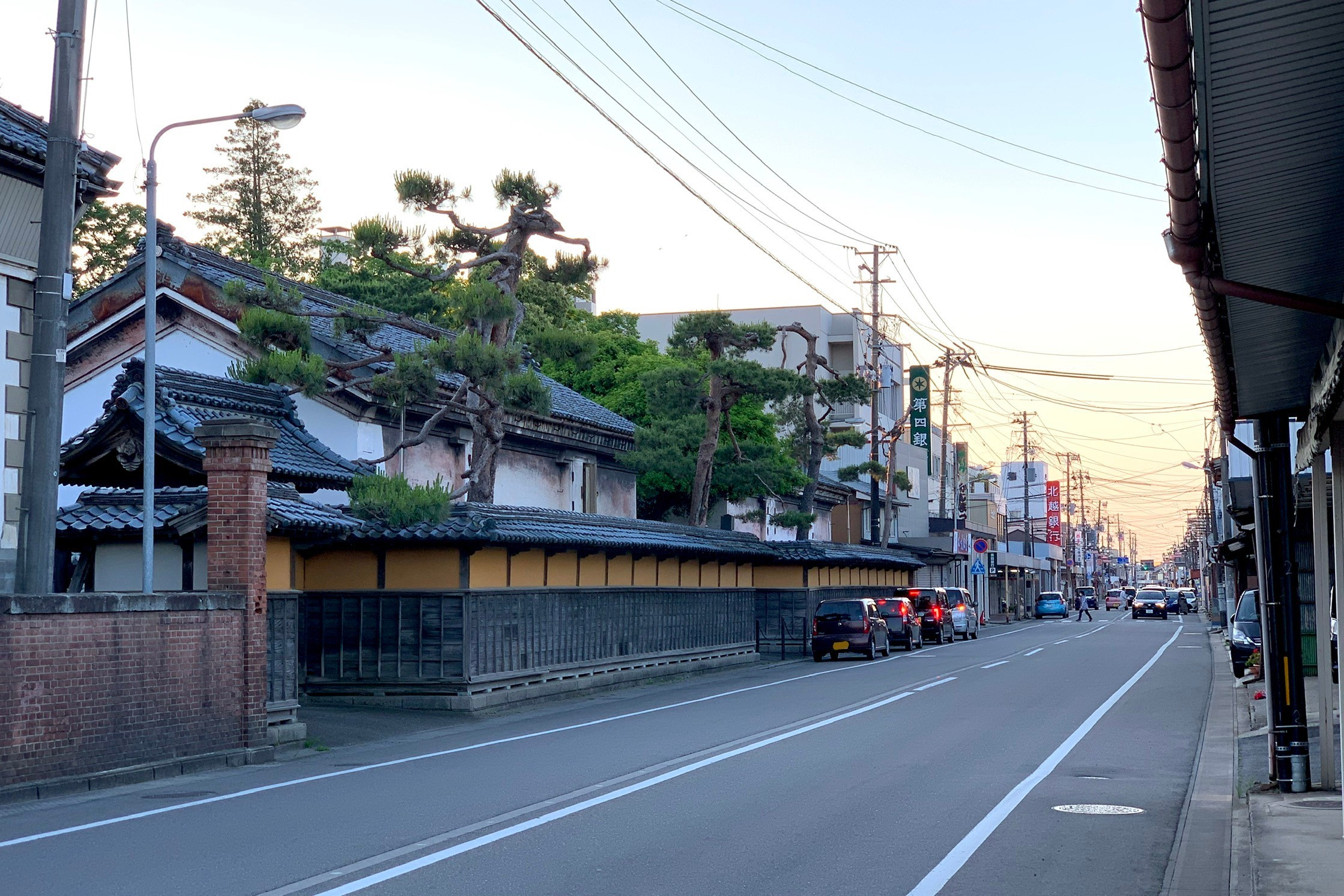
五泉市街は新潟県道7号新津村松線沿いを中心に古くからのまちなみや商店街が形成されている（2020年5月）

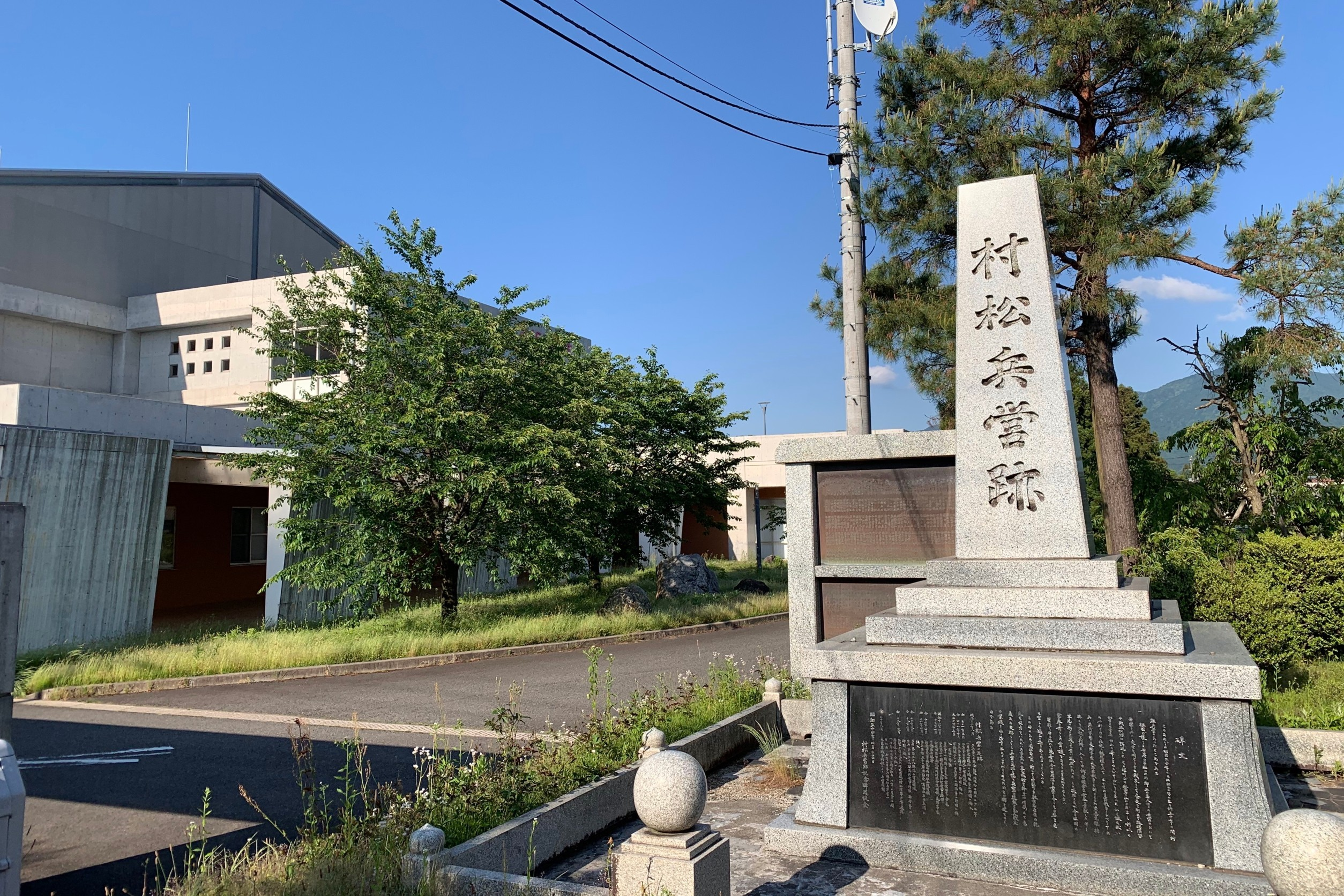
村松体育館さくらアリーナにある「村松兵営跡」の碑（2020年5月）
周辺には門柱などの遺構がある。

五泉は在郷町の性格を持つが、村松は近世には村松藩の城下町、近代には軍都として発展した。村松市街では日露戦争を記念して設けられた村松公園周辺に軍の施設の遺構が一部残っているほか、国道290号のクランクなど城下町の名残もある。
1913年（大正2年）10月4日には、市内で大火が発生。約1600戸が焼失した

### 年表
- 1954年（昭和29年）
  - 11月3日、中蒲原郡五泉町、巣本村、川東村及び橋田村が合併して市制施行。
- 1955年（昭和30年）
  - 1月15日、東蒲原郡下条村の一部を編入。
  - 3月31日、中蒲原郡菅名村の一部を編入。
- 1957年（昭和32年）
  - 3月18日、中蒲原郡新関村の一部を編入。
- 2006年（平成18年）
  - 1月1日、中蒲原郡村松町との新設合併により、新五泉市が誕生。旧五泉市は閉市。これにより、中蒲原郡が消滅。
  - 6月3日、2代目市章を制定。

## 人口
| |                                        |  |
| 五泉市と全国の年齢別人口分布（2005年） | 五泉市の年齢・男女別人口分布（2005年） |  |
| ■紫色 ― 五泉市 ■緑色 ― 日本全国 | ■青色 ― 男性 ■赤色 ― 女性              |  |
| 五泉市（に相当する地域）の人口の推移 \| 1970年（昭和45年） \| 62,038人 \| \| \| 1975年（昭和50年） \| 62,017人 \| \| \| 1980年（昭和55年） \| 62,516人 \| \| \| 1985年（昭和60年） \| 62,781人 \| \| \| 1990年（平成2年） \| 61,289人 \| \| \| 1995年（平成7年） \| 60,354人 \| \| \| 2000年（平成12年） \| 58,820人 \| \| \| 2005年（平成17年） \| 56,962人 \| \| \| 2010年（平成22年） \| 54,550人 \| \| \| 2015年（平成27年） \| 51,404人 \| \| \| 2020年（令和2年） \| 47,625人 \| \| |                                        |  |
| 総務省統計局 国勢調査より |                                        |  |
| 1970年（昭和45年） | 62,038人                               |  |
| 1975年（昭和50年） | 62,017人                               |  |
| 1980年（昭和55年） | 62,516人                               |  |
| 1985年（昭和60年） | 62,781人                               |  |
| 1990年（平成2年） | 61,289人                               |  |
| 1995年（平成7年） | 60,354人                               |  |
| 2000年（平成12年） | 58,820人                               |  |
| 2005年（平成17年） | 56,962人                               |  |
| 2010年（平成22年） | 54,550人                               |  |
| 2015年（平成27年） | 51,404人                               |  |
| 2020年（令和2年） | 47,625人                               |  |

## 行政

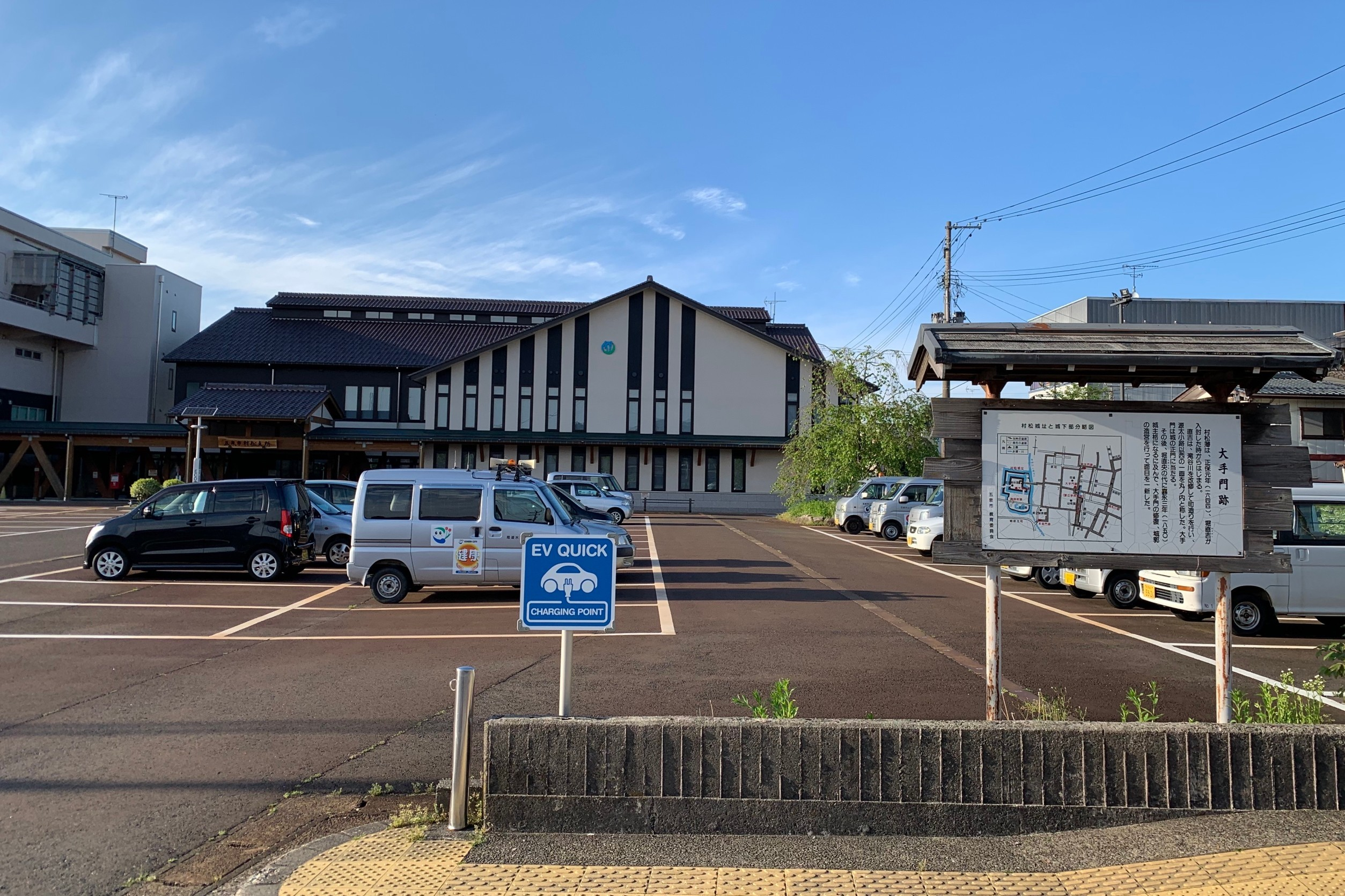
2016年5月に開所した村松支所新庁舎（2020年5月）

- 市長：田辺正幸（2022年1月29日就任、1期目）

### 歴代市長
特記なき場合「歴代の市長」による。
旧五泉市長
| 代 | 氏名     | 就任                       | 退任                       | 備考 |
| -- | -------- | -------------------------- | -------------------------- | ---- |
| 1  | 塚野健治 | 1954年（昭和29年）12月15日 | 1970年（昭和45年）12月14日 |      |
| 2  | 佐藤政治 | 1970年（昭和45年）12月15日 | 1982年（昭和57年）11月8日  |      |
| 3  | 林十一郎 | 1982年（昭和57年）11月21日 | 1998年（平成10年）1月29日  |      |
| 4  | 五十嵐基 | 1998年（平成10年）3月15日  | 2005年（平成17年）12月31日 |      |

五泉市長
| 代  | 氏名     | 就任                      | 退任                      | 備考 |
| --- | -------- | ------------------------- | ------------------------- | ---- |
| 1   | 五十嵐基 | 2006年（平成18年）1月29日 | 2010年（平成22年）1月28日 |      |
| 2-4 | 伊藤勝美 | 2010年（平成22年）1月29日 | 2022年（令和4年）1月28日  |      |
| 5   | 田辺正幸 | 2022年（令和4年）1月29日  | 現職                      |      |

## 経済

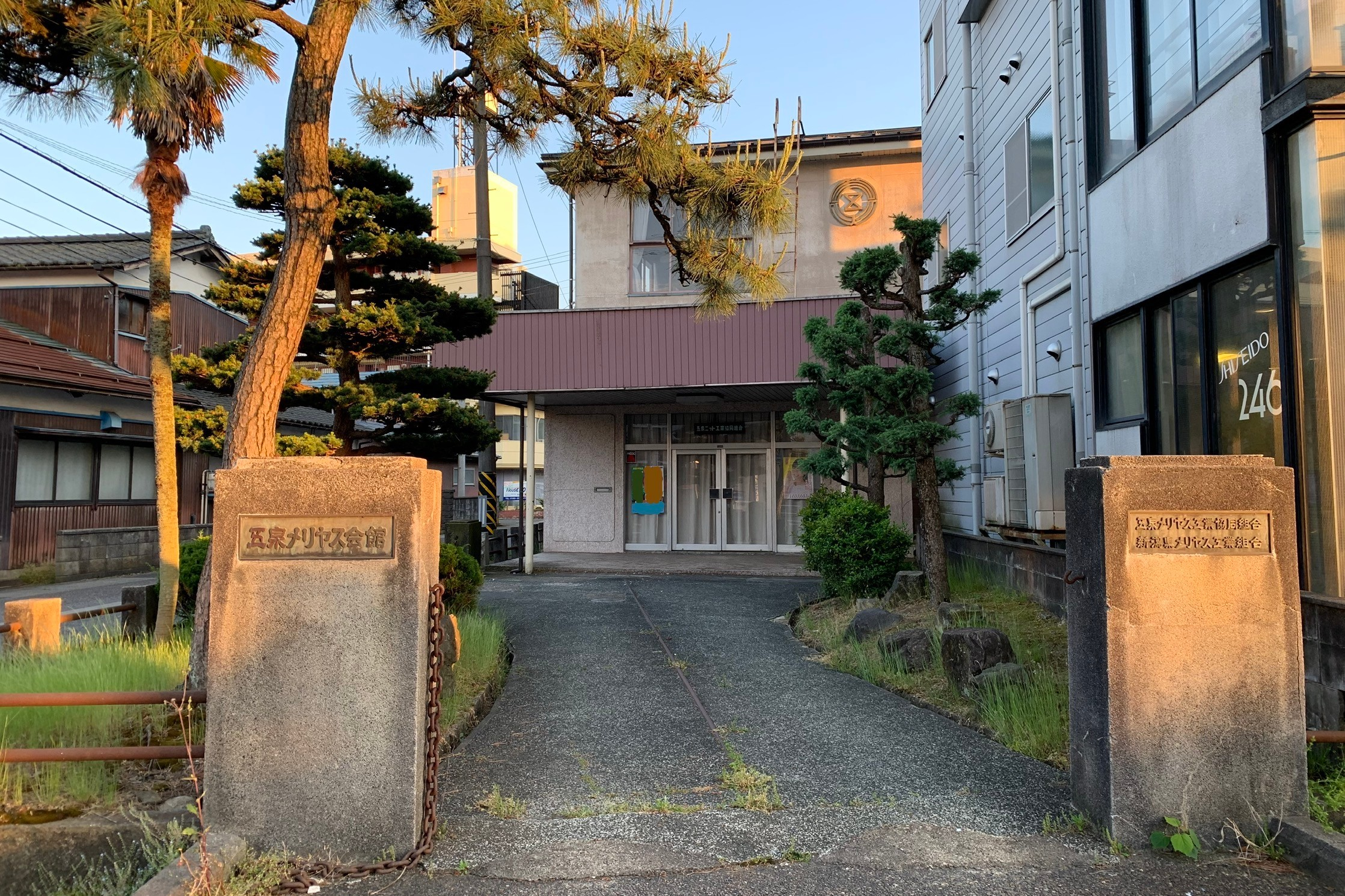
五泉メリヤス会館（2020年5月）。2021年にリノベーションが行われニットPRの拠点となっている。

### 産業
古くから絹織物の産地として知られ、塩瀬羽二重などの名産地として知られた。戦後から現代にかけてはニット生産が盛んである。ブランド化が行われているほか、2020年の新型コロナウイルス感染症の流行を受けて「ニットマスク」の生産も行われている。また、デンカの主要生産拠点が市内におかれ、国内インフルエンザワクチンの2 - 3割がここで生産されている。
市域北部には2003年（平成15年）に発見された南桑山油田があり、石油の採掘が行われている。

### 特産物
- チューリップ球根
- 牡丹苗木（全国1位）
- 里芋（帛乙女）（県内1位） - 1990年（平成2年）の大嘗祭で皇室献上品として選ばれた[14]。
- キウイフルーツ　（県内1位）
- 蓮根　（県内2位）
- くわい
- 栗
- 筍
- 鯉
- 葱

またこのうち、蓮根と里芋、ネギの3つを合わせて「五泉三美人」と呼ばれている。

### 商業
前述のように五泉、村松の両市街地には雁木や片持ち式アーケードを備えた商店街が存在する。
五泉市街には郊外を中心に原信やにいつフードセンター、キューピット、ウオロクをはじめとするスーパーマーケットが多数出店しており、村松市街の郊外にはピアレMartなどが出店している。
繊維業が盛んな頃から食堂も多くあり、特にから揚げの入ったラーメンが近年新潟8大ラーメンとして取り上げられている。
かつて五泉市街には以下の大型店もあった。
- 丸井[16]ショッピングタウン - 店舗面積3,118 ㎡[17]。2020年時点では建物は閉鎖されているが未解体。　かつて1階ににいつフードセンターが営業していた。3階のカラオケ店が建物老朽化で退去後、営業している店舗は無くなった。
- ジャスコ五泉店 - 店舗面積5,000 m2[17]。ハヤカワ五泉店として開業（詳細は過去に存在したジャスコの店舗#新潟県を参照）。1995年の閉店後、長らく建物が残っていたが2019年以降に解体された[18]。
- 五泉マックススーパーセンター - にいつフードセンター、ドラッグストア、みかづき、衣料品店などが入るショッピングセンター（スーパーセンター）として1993年6月オープン[19]。店舗面積4,999 ㎡[19]。マックスやにいつフードの撤退後はサンキなどが入っている。

### 郵便
集配郵便局
- 五泉郵便局
- 村松郵便局

無集配郵便局
- 安出郵便局
- 猿和田郵便局

- 五泉下町郵便局
- 大蒲原郵便局

- 越後川内郵便局
- 橋田郵便局

- 馬下郵便局

簡易郵便局
- 巣本簡易郵便局

- 木越簡易郵便局

- 大蔵簡易郵便局

### 金融

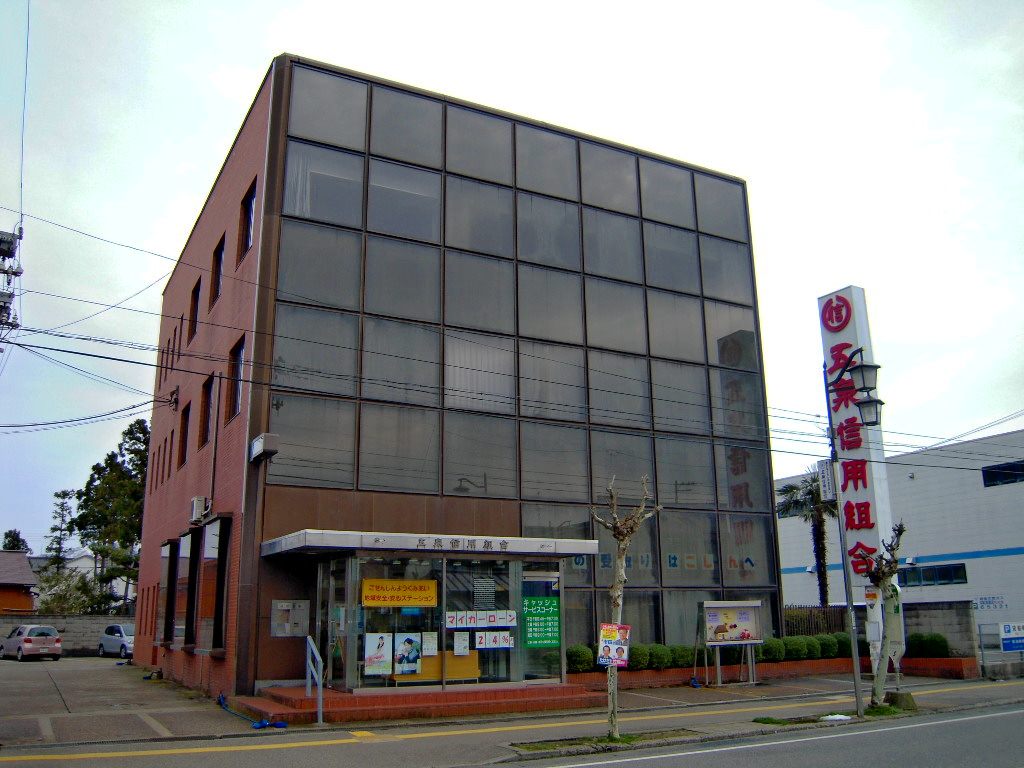
はばたき信用組合五泉支店

- 第四北越銀行 4支店
- 大光銀行 2支店
- はばたき信用組合 2支店
- 加茂信用金庫 2支店
- 新潟県労働金庫 1支店
- 新潟みらい農業協同組合 2支店

### ライフライン
- 東北電力ネットワーク（電気）
- 越後天然ガス（都市ガス）

## 交通

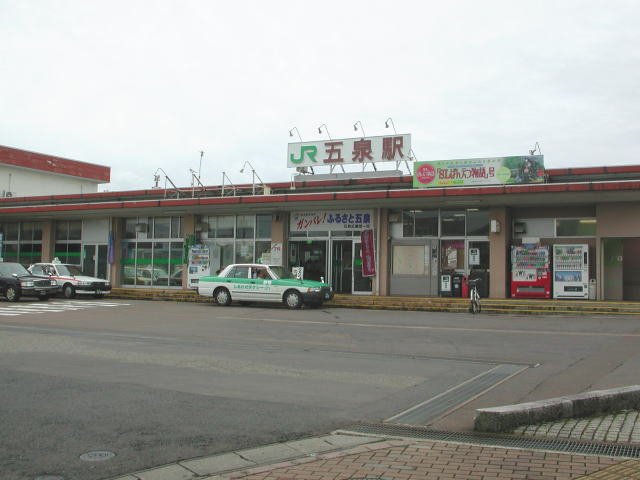
五泉駅

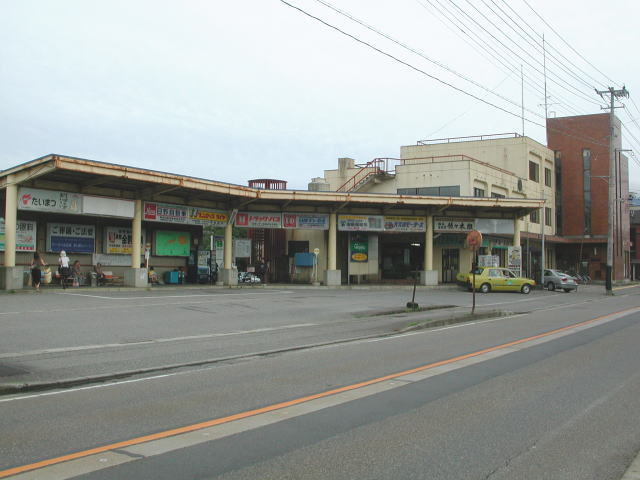
村松駅バスターミナル

### 鉄道
東日本旅客鉄道
- 磐越西線：（郡山駅方面） - 咲花駅 - 馬下駅 - 猿和田駅 - 五泉駅 - 北五泉駅 - （新津駅方面）

1999年までは蒲原鉄道の路線があり、以下の駅が現在の市域に存在した。
- 蒲原鉄道線：（加茂駅方面） - 高松駅 - 大蒲原駅 - 寺田駅 - 西村松駅 - 村松駅 - 今泉駅 - 五泉駅

### バス
五泉市では「五泉市公共交通時刻表」が発行されている。

#### 路線バス
市内発着の路線バスは、新潟市秋葉区の新津地区中心部に至る路線と、阿賀野市安田地区中心部に至る路線の2路線で、いずれも新潟交通観光バス京ヶ瀬営業所が運行している。2010年（平成22年）9月末までは蒲原鉄道グループも路線バスを運行していた（詳細は蒲原鉄道#路線の変遷および五泉市ふれあいバス#沿革を参照）。
- 大関線
  - SG1 五泉営業所 - 五泉駅前 - 本町二丁目 - （新関駅前 - 大関 - 滝谷 - 新津駅）
- 保田線
  - SG2 五泉営業所 - 五泉駅前 - 本町二丁目 - 論瀬十字路 - （保田車庫 - 大曲 - 保田原町 - 堀越 - 水原 - 阿賀野市役所）

#### コミュニティバス
- 五泉市ふれあいバス
  - 五泉市街地と村松市街地を結ぶ基幹バス。

- 加茂市営市民バス
  - 「村松線」が1日3往復、加茂市中心部から村松地区中心部へ乗り入れている。
  - 村松駅前 - 西村松 - 大蒲原 - 高松 - 金割鉱泉前 - （七谷 - 狭口 - 加茂病院前 - 加茂駅前 - 市役所前）

- ごせん乗合タクシー「さくら号」
  - 市内全域で利用可能な乗合タクシー。毎時1本設定がある。

#### 高速バス
市内発着の高速バスは県内線1路線。蒲原鉄道が運行している。
- 【ときライナー】五泉村松線
  - 村松駅前 - 今泉 - 本町一丁目 - 論瀬十字路 - （安田インター前 - 中央インター前 - 県庁（県庁東） - 古町 - 新潟駅前）

平日データイム1往復のみ新潟市民病院経由

### 道路

#### 高速自動車国道
- 磐越自動車道：五泉パーキングエリア

#### 一般国道
- 国道290号

#### 県道
主要地方道
- 新潟県道17号新潟村松三川線
- 新潟県道41号白根安田線
- 新潟県道55号新潟五泉間瀬線
- 新潟県道67号村松田上線

一般県道
- 新潟県道188号五泉安田線
- 新潟県道226号出戸村松線
- 新潟県道231号新関橋田村松線
- 新潟県道295号下戸倉五泉線
- 新潟県道315号馬下論瀬線

- 新潟県道403号五泉停車場石曽根線
- 新潟県道404号中名沢刈羽線
- 新潟県道435号矢津猿和田停車場線
- 新潟県道436号猿和田五泉線
- 新潟県道437号別所南田中線

- 新潟県道511号牧上野線
- 新潟県道564号小面谷笹目線
- 新潟県道571号白山村松線

## 名所・旧跡・観光スポット・祭事・催事
- 咲花温泉
- 村松公園
  - 忠犬タマ公
- 城跡公園（村松城）・村松郷土資料館
- 慈光寺
- ラポルテ五泉
- 日帰り温泉施設 村松さくらんど温泉

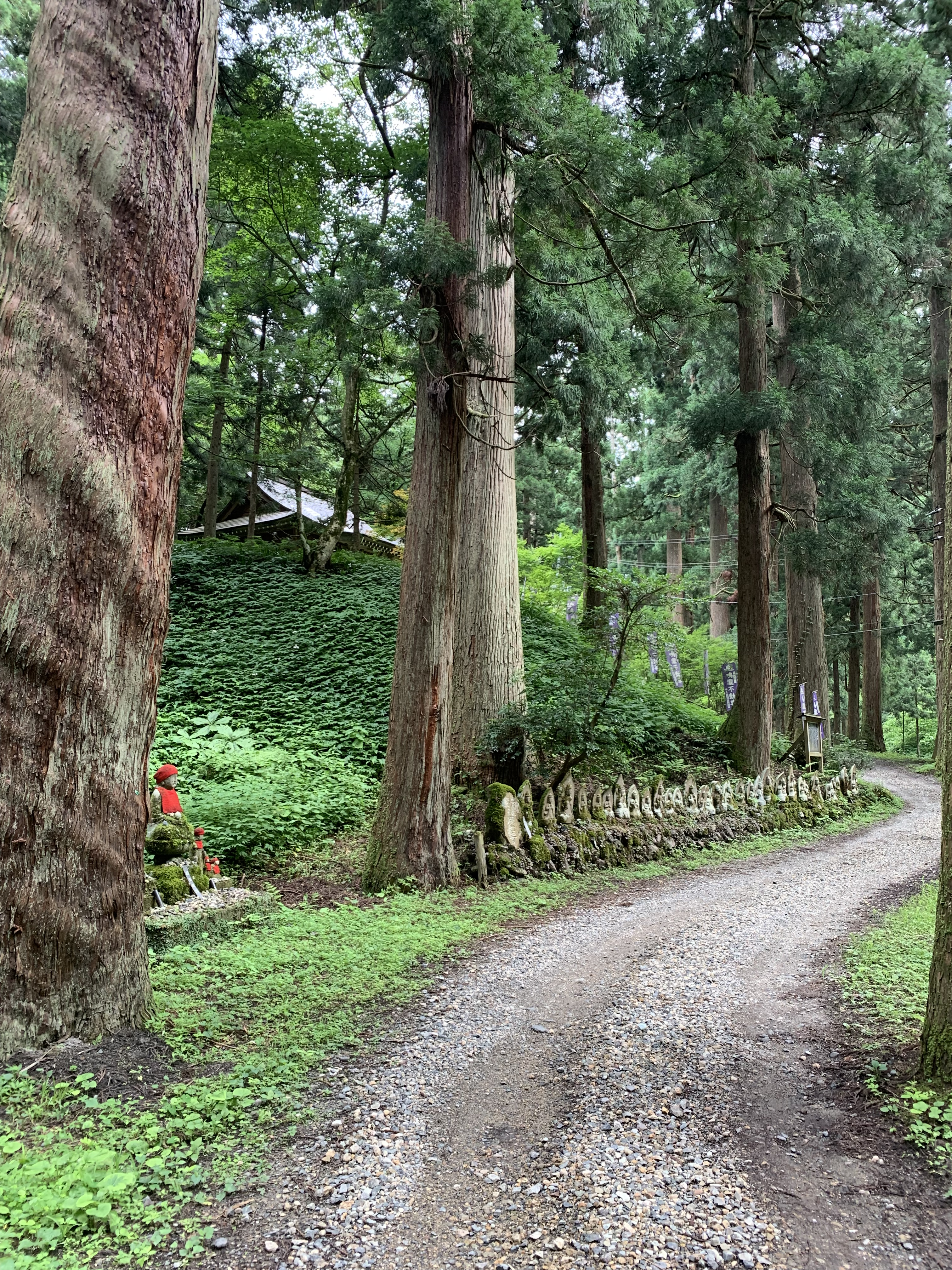
慈光寺のスギ並木

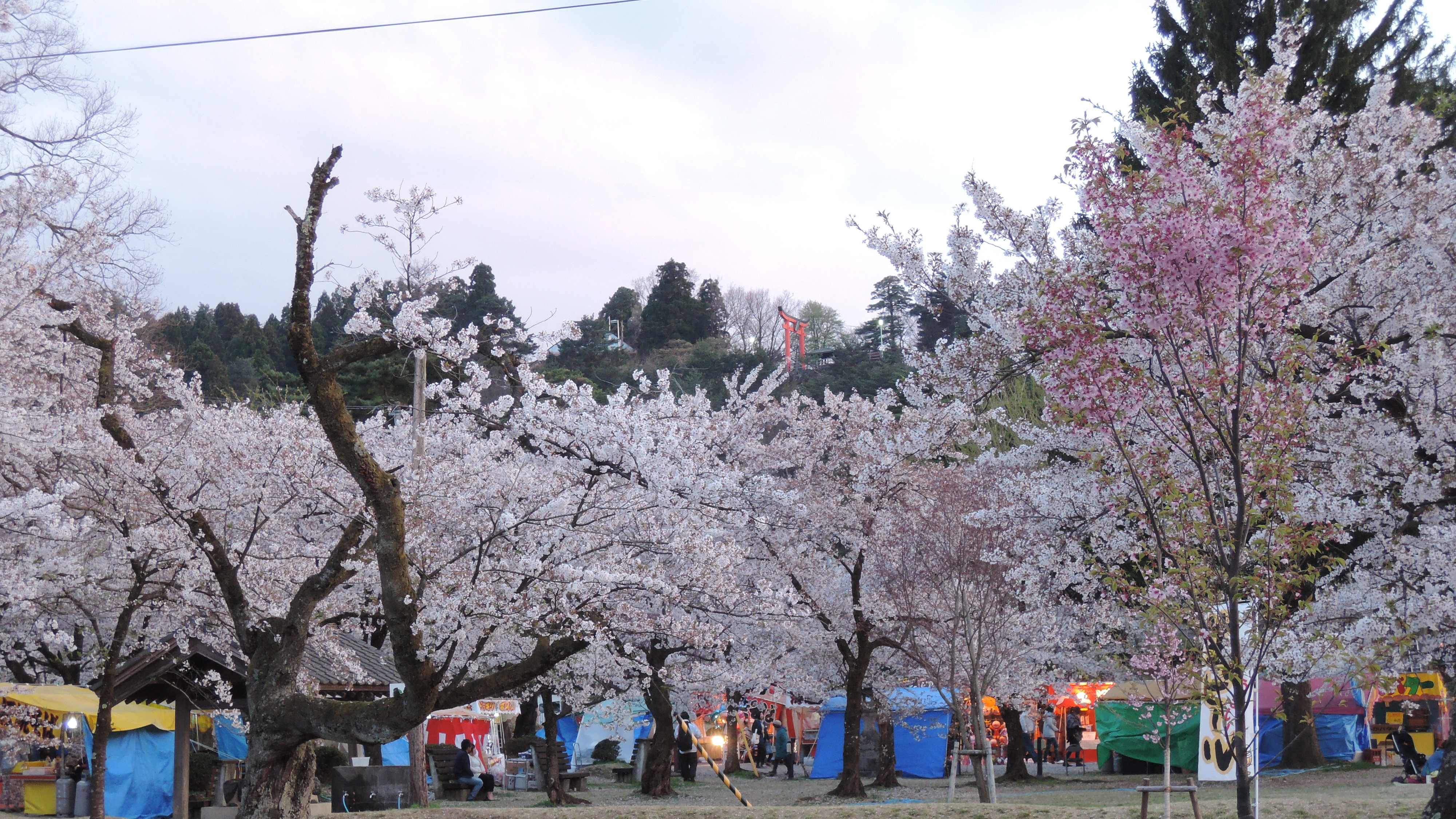
村松公園の桜

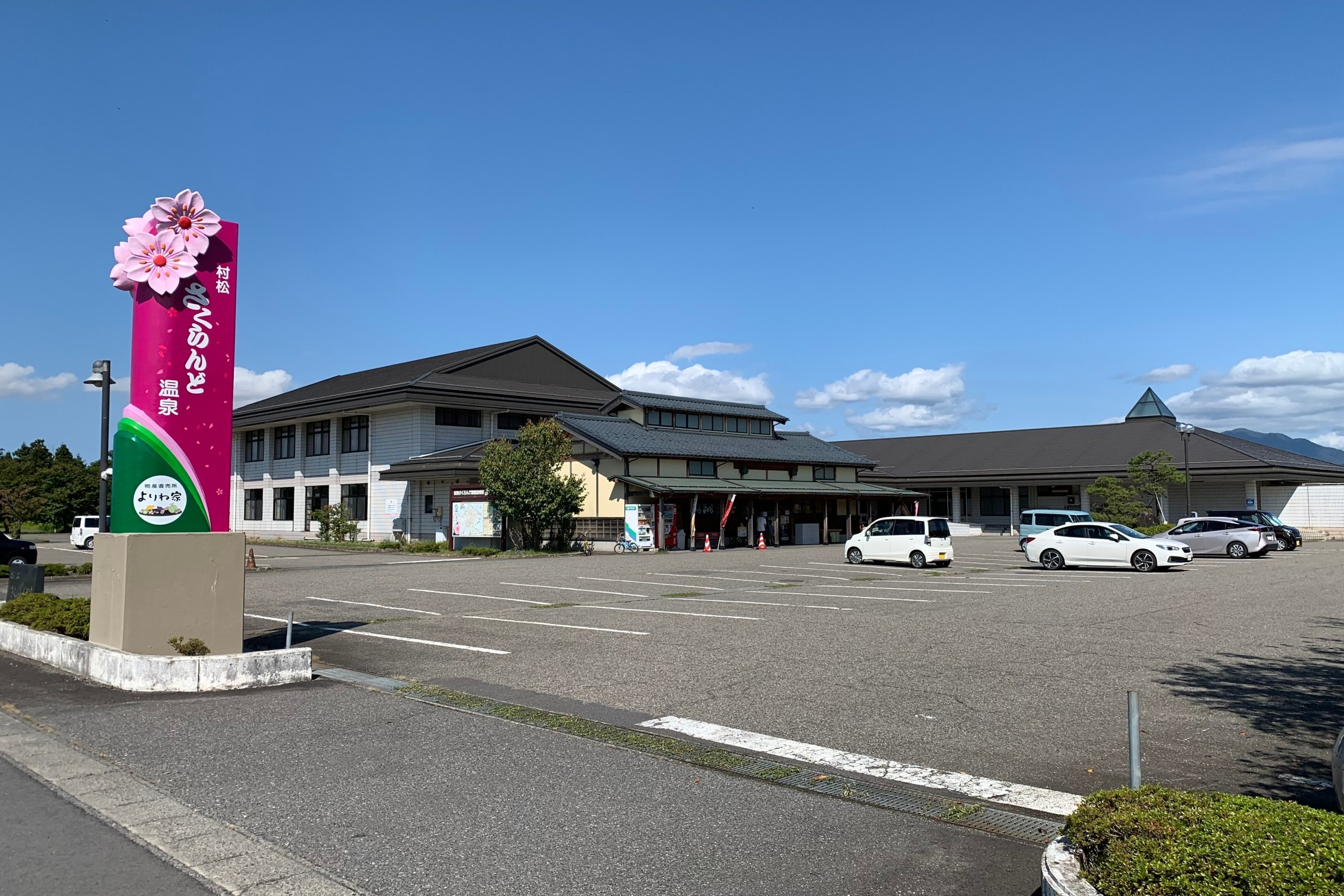
日帰り温泉施設 村松さくらんど温泉と物産直売所「よりね家」

- ごせん桜アロマ工房 - 市と観光協会が2013年から進めてきた八重桜の研究を受け、商品開発と観光の拠点として2018年4月にオープンした[20][21]。
- 春の花々[22]
  - 水芭蕉公園（3月下旬～4月上旬）
  - 日本さくら名所100選 村松公園（4月中旬～下旬）
  - 一本杉のチューリップ畑（4月中旬～下旬）
  - 東公園 ぼたん百種展示園（5月上旬～中旬）
- 小山田彼岸桜樹林：国指定天然記念物
- 仙見川渓谷
- 大沢鍾乳洞
- 五泉市森林公園キャンプ場
- チャレンジランド杉川
- SLばんえつ物語号
- 早出川ダム
- さといも麺（ご当地グルメ）
- から揚げ入りラーメン（ご当地グルメ）

### 祭事・催事
- 八幡宮春季巡礼
- 八幡宮秋季巡礼
- 粟島神社祭礼
- 日枝神社秋季例大祭
- ひゃんで花火大会

## 学校
高等学校
- 新潟県立五泉高等学校
- 新潟県立村松高等学校

中学校
- 五泉市立五泉中学校
- 五泉市立五泉北中学校
- 五泉市立川東中学校
- 五泉市立村松桜中学校

小学校
- 五泉市立五泉小学校
- 五泉市立五泉南小学校
- 五泉市立五泉東小学校
- 五泉市立川東小学校
- 五泉市立巣本小学校
- 五泉市立橋田小学校
- 五泉市立村松小学校
- 五泉市立愛宕小学校
- 五泉市立大蒲原小学校

特別支援学校
- 新潟県立五泉特別支援学校

大学
- 新潟大学農学部附属フィールド科学教育センター 耕地生産部村松ステーション

## 施設

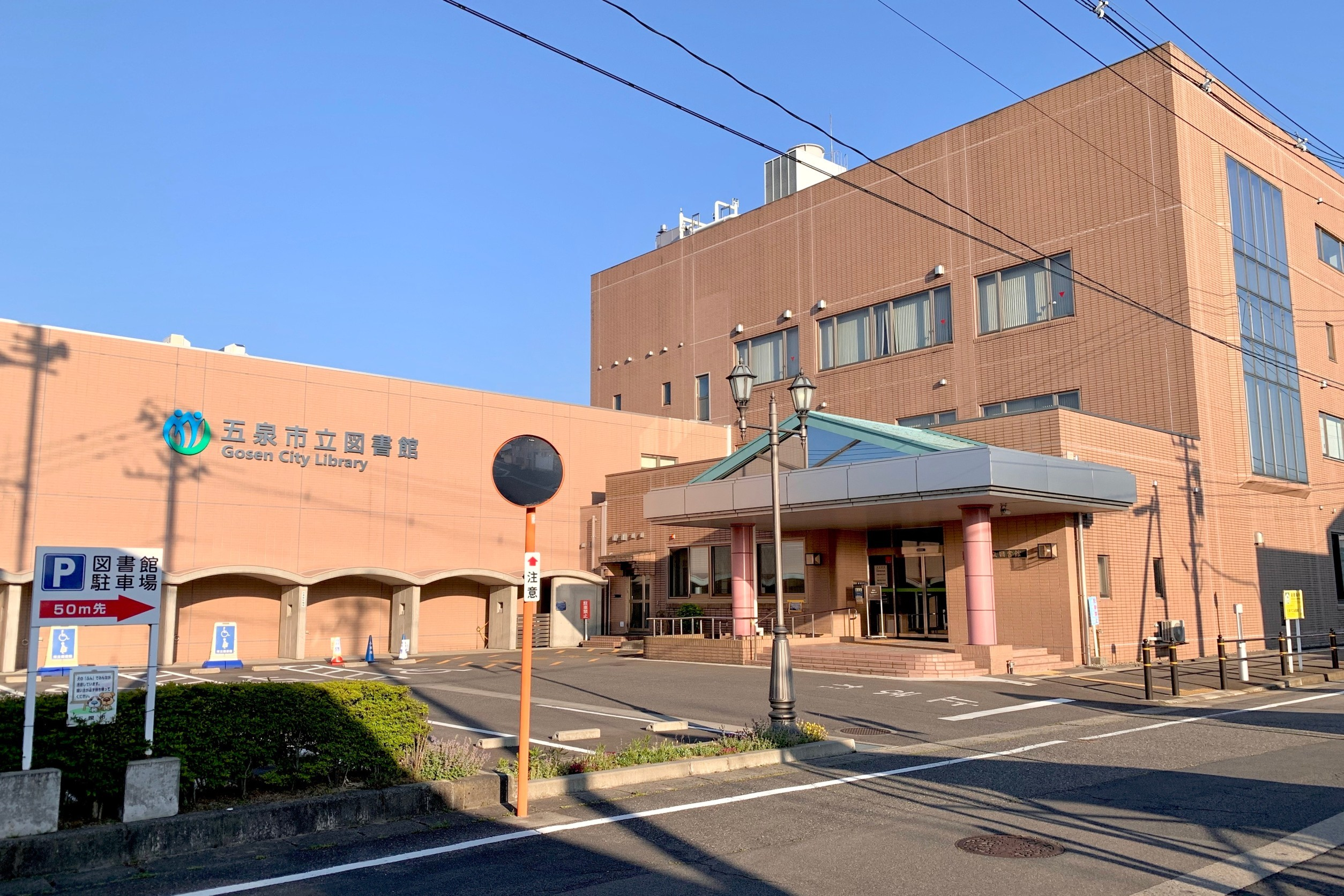
五泉市立図書館（2020年5月）

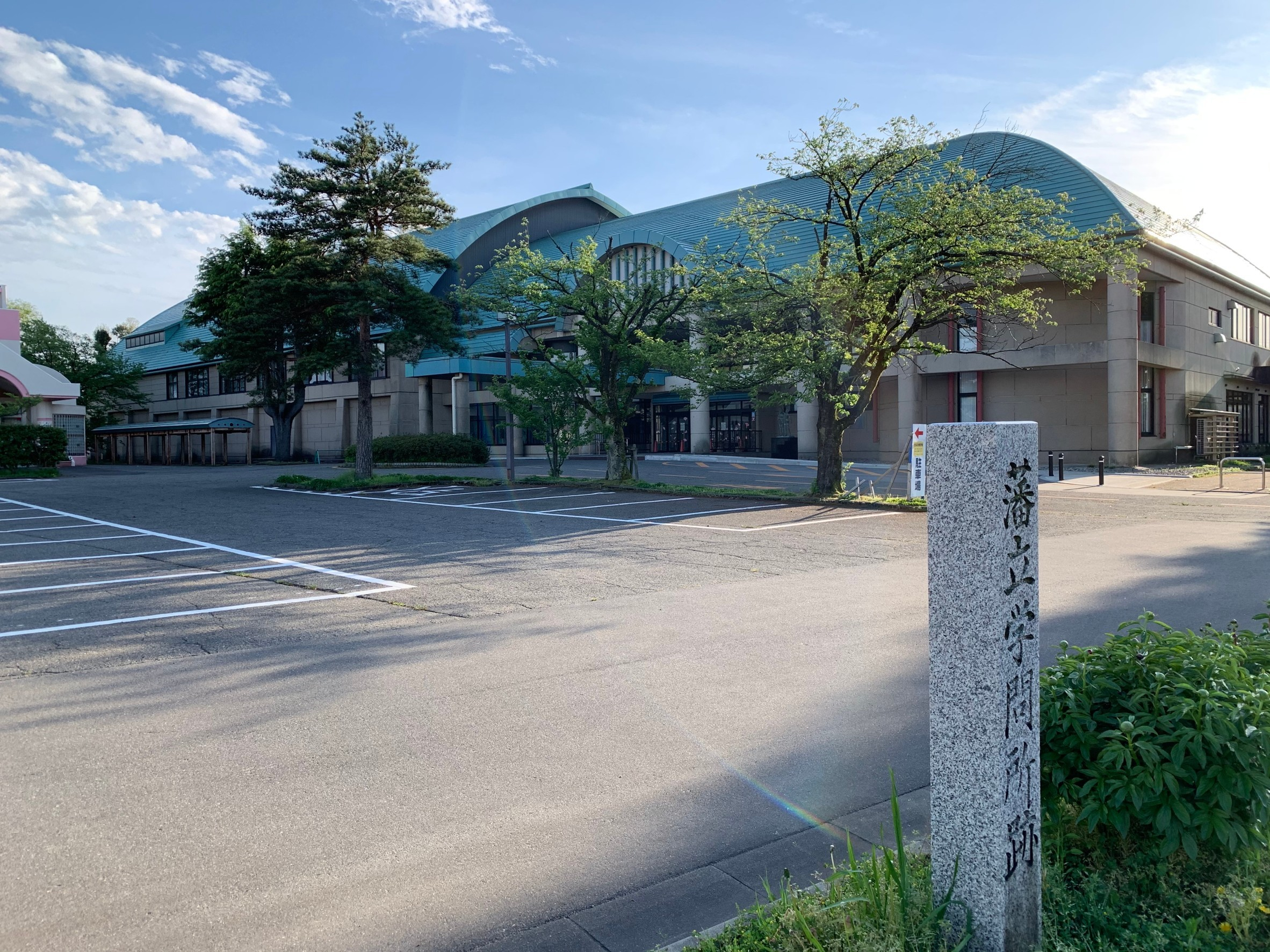
さくらんど会館（2020年5月）

文化施設
- ラポルテ五泉
- 五泉市立図書館
- さくらんど会館

医療施設
- 五泉中央病院
南部郷総合病院（村松市街）と北日本脳神経外科病院（五泉市街）を合併して2020年に後者隣接地に開院した病院[23]。
- 南部郷厚生病院
村松陸軍病院跡地にある病院。

体育施設
総合会館や村松体育館（さくらアリーナ）、プールなどの施設は2019年6月から有料化された。

## 著名な出身者
- 安土じょう（漫画家）
- 阿部信行 (経営者)
- 阿部展也（画家）
- 阿部幸男（経営評論家）
- 宇田学（漫画家）
- 大倉修吾（ラジオ・テレビパーソナリティ）
- 落合知之（ラグビー選手）
- 加藤沢男（体操選手）
- 蒲生重章（漢学者）
- 木村清松（牧師）
- 近藤喜文（アニメーター）
- 式場隆三郎（精神病理学者）
- 高岡奈央（シンガーソングライター）
- 瀧澤美恵子（小説家）
- 鶴巻和哉（アニメーション監督）
- 夏海ケイ（漫画家）
- 西脇理恵（タレント）
- 萬歳章（JA全中会長）
- 林妙（アナウンサー）
- 本間愛美（バスケットボール選手）
- 柳沢きみお（漫画家）
- 柳家さん吉（落語家）
- 横田俊吾（陸上競技長距離走・マラソン選手）
- 吉元ますめ（漫画家）
- 豊島心桜（女優、グラビアアイドル）
- 齋藤優乃（野球選手）